# Toona calantas
Espèce
Statut de conservation UICN

 DD  : Données insuffisantes
Toona calantas est une espèce de plantes du genre Toona de la famille des Meliaceae.
On la trouve dans les forêts tropicales d'Asie du Sud : dans les Philippines, en Indonésie, en Malaisie et en Thaïlande.

## Synonymes
Toona calantas a pour synonymes :
- Cedrela calantas (Merr. & Rolfe) Burkill
- Cedrela inodora Hassk.
- Surenus inodora Kuntze
- Toona inodora (Hassk.) E.Reid & M.Chandler
- Toona paucijuga Merr.
- Toona philippinensis Elmer
- Toona sureni var. inodora (Hassk.) Bahadur
- Toona sureni var. philippinensis (Elmer) Bahadur